# 神奈川県道22号横浜伊勢原線
神奈川県道22号横浜伊勢原線（かながわけんどう22ごう よこはまいせはらせん）は、神奈川県横浜市磯子区と神奈川県伊勢原市を結ぶ県道（主要地方道）である。一部の区間は、通称「用田バイパス」、「長後街道」、「杉田新道」と呼ばれている。

## 概要
本路線は神奈川県東部と西部を結ぶ重要な路線として位置づけられており、横浜市においては都市計画道路（横浜国際港都建設計画道路3・3・19号横浜伊勢原線）として「3環状10放射道路」を構成する放射路線の一つとなっている。全線を通して交通量が非常に多く、国道16号、環状2号、国道1号、環状4号、国道467号、東名高速道路 厚木IC、小田原厚木道路、国道246号、国道129号などの高速道路、幹線道路の最寄の道路として利用するトラック、乗用車が大変多い。その為、あちこちで渋滞が発生している。特に渋滞が酷いのは東河内交差点から戸田交差点の区間で、戸沢橋（相模川）を渡る自動車が集中し、平日の朝夕のラッシュ時は対岸に渡るのに1時間以上掛かる場合がある。
2010年（平成22年）2月27日にさがみ縦貫道（首都圏中央連絡自動車道：圏央道）開通により、相模川を渡らなくても圏央道 海老名ICから海老名JCT経由で厚木ICから東名高速道路に入れることで、戸沢橋とその周辺の渋滞が緩和されるのではと期待されていたが、現在でも渋滞は緩和されていない。また神奈川県は戸田交差点から東河内交差点までの区間の4車線化を調査･検討している。

### 路線データ
- 起点：神奈川県横浜市磯子区杉田 聖天橋交差点（国道16号）
- 終点：神奈川県伊勢原市 上北ノ根交差点（国道246号）
- Google マップ - 一部終点→起点方向の一方通行区間を含むため終点→起点順に指定

## 路線状況

### 通称
- ぷらむろーど杉田（聖天橋交差点 - 京急杉田駅前）
- 杉田新道（聖天橋交差点 - 磯子区栗木一丁目）
- 笹下釜利谷道路（磯子区栗木一丁目 - 関ノ下交差点）
- 鎌倉街道（関ノ下交差点 - 吉原交差点）
- 環状2号線（吉原小学校交差点 - 環2水田交差点）
- 東海道（舞岡入口交差点 - 戸塚バスセンター前交差点）
- 長後街道（戸塚バスセンター前交差点 - 高鎌橋交差点）[2]。
- 用田バイパス（いすゞ自動車藤沢工場前 - 用田橋際交差点）

### 重複区間
- 横浜市都市計画道路横浜逗子線（磯子区栗木一丁目 - 関ノ下交差点）
- 笹下釜利谷道路（磯子区栗木一丁目 - 関ノ下交差点）
- 神奈川県道21号横浜鎌倉線（関ノ下交差点 - 吉原交差点）
- 横浜市道17号横浜環状2号線（吉原小学校交差点 - 環2水田交差点）
- 国道1号（舞岡入口交差点 - 戸塚バスセンター前交差点）
- 神奈川県道43号藤沢厚木線（新用田辻交差点 - 用田橋際交差点）

## 地理

### 通過する自治体
- 神奈川県
  - 横浜市（磯子区 - 港南区 - 戸塚区 - 泉区） - 藤沢市 - 綾瀬市 - 海老名市 - 厚木市 - 伊勢原市

### 交差する道路
- 国道16号（聖天橋交差点）
- 横浜市主要地方道17号環状2号線（打越交差点）
- 神奈川県道21号横浜鎌倉線（関の下交差点 - 吉原交差点を重複）
- 横浜市主要地方道17号環状2号線（吉原小学校入口交差点）
- 横浜市主要地方道17号環状2号線（日野二丁目交差点 - 環2水田交差点を重複）
- 横浜市主要地方道17号環状2号線（環2般若寺交差点）
- 国道1号（舞岡入口交差点 - 戸塚バスセンター前交差点を重複）
- 柏尾戸塚線|横浜市都市計画道路柏尾戸塚線（矢部団地入口交差点）
- 神奈川県道203号大船停車場矢部線 (戸塚駅東口入口交差点)
- 柏尾戸塚線|横浜市都市計画道路柏尾戸塚線（清源院入口交差点）
- 国道1号戸塚道路（矢沢交差点）
- 横浜市都市計画道路中田さちが丘線（中田町東原交差点）
- 神奈川県道402号阿久和鎌倉線（立場交差点）
- 横浜市主要地方道18号環状4号線（和泉坂上交差点）
- 国道467号（高倉中学校入口交差点）
- 神奈川県道42号藤沢座間厚木線・神奈川県道43号藤沢厚木線別線（新東山田交差点）
- 神奈川県道43号藤沢厚木線（新用田辻交差点 - 用田橋際交差点を重複）
- 神奈川県道45号丸子中山茅ヶ崎線（中原街道）（新用田辻交差点）
- 神奈川県道46号相模原茅ヶ崎線（東河内交差点）
- 国道129号（戸田交差点）立体交差
- 神奈川県道605号下糟屋平塚線（畠田橋西交差点）
- 神奈川県道63号相模原大磯線別線・小田原厚木道路（上砂田付近を立体交差、接続なし）
- 国道246号（上北ノ根交差点）